# Protosmia glutinosa
Protosmia glutinosa là một loài Hymenoptera trong họ Megachilidae. Loài này được Giraud mô tả khoa học năm 1871.